# Carrsville (Wirginia)
Carrsville – jednostka osadnicza w Stanach Zjednoczonych, w stanie Wirginia, w hrabstwie Isle of Wight.